# Elbow Peak
Der Elbow Peak (englisch für Ellbogenspitze) ist ein 1195 m hoher Berg im westantarktischen Queen Elizabeth Land. Er ragt an der südlichsten Biegung des Berquist Ridge in der Neptune Range der Pensacola Mountains auf.
Der United States Geological Survey kartierte ihn anhand eigener Vermessungen und Luftaufnahmen der United States Navy aus den Jahren von 1956 bis 1966. Das Advisory Committee on Antarctic Names verlieh ihm 1965 seinen an die geografische Lage angelehnten deskriptiven Namen.